# House on Mosfilmovskaya Tower A
La House on Mosfilmovskaya Tower A est un gratte-ciel résidentiel de 213 mètres construit en 2012 à Moscou en Russie. 